# Beograd-Glavna
Dworzec Belgrad-Glavna (w jęz. serbskim Београд-Главна, Beograd-Glavna) – nieczynny gmach dworca kolejowego w Belgradzie, który w latach 1884–2018 pełnił funkcję głównej stacji kolejowej miasta. Budynek, wzniesiony w latach 1882–1885 według projektu architekta Dragišy Milutinovicia, ma status pomnika kultury o dużym znaczeniu. Po zamknięciu dla ruchu kolejowego, budynek przechodzi rekonstrukcję w celu adaptacji na nową siedzibę Muzeum Historycznego Serbii.

## Historia

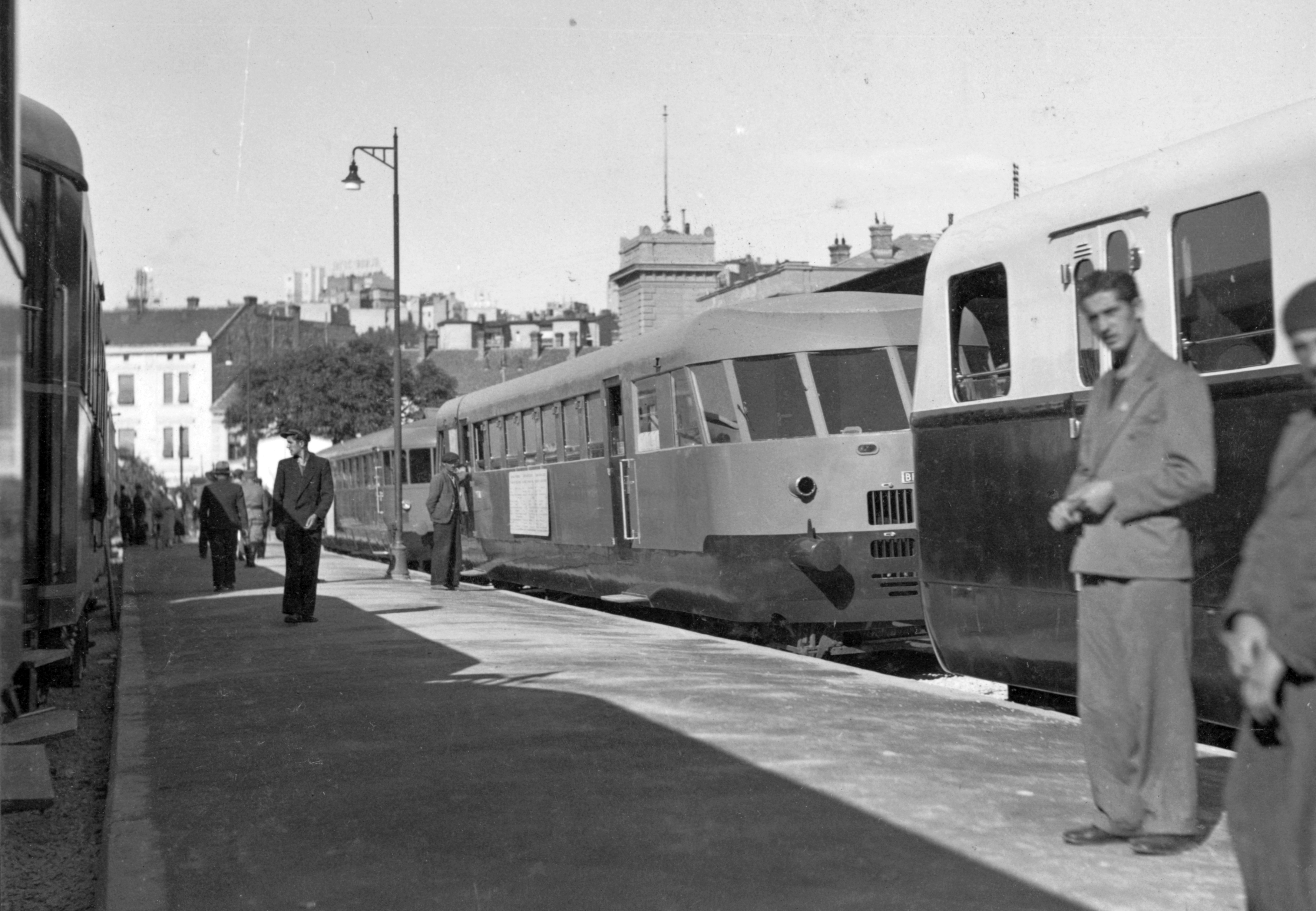
Prezentacja wagonu motorowego na stacji w 1937 r.

Budowa dworca była bezpośrednio związana z powstaniem pierwszej serbskiej linii kolejowej Belgrad–Nisz, będącej częścią międzynarodowej trasy Wiedeń–Stambuł. Gmach wzniesiono w stylu akademizmu na terenie dawnych mokradeł, znanych jako Bara Venecija.
Pierwszy pociąg odjechał z dworca 1 września (20 sierpnia według starego kalendarza) 1884 roku do Zemunu. Pierwszymi pasażerami byli król Milan I Obrenowić, królowa Natalia i następca tronu Aleksander.
W okresie swojego funkcjonowania dworzec był świadkiem wielu ważnych wydarzeń historycznych. W 1888 roku stał się przystankiem na trasie Orient Expressu. W 1980 roku przejeżdżał tędy pociąg z trumną Josipa Broza Tity. W 2015 roku, podczas europejskiego kryzysu migracyjnego, dworzec stał się jednym z centralnych punktów na tzw. trasie bałkańskiej.

## Zamknięcie i przyszłość budynku

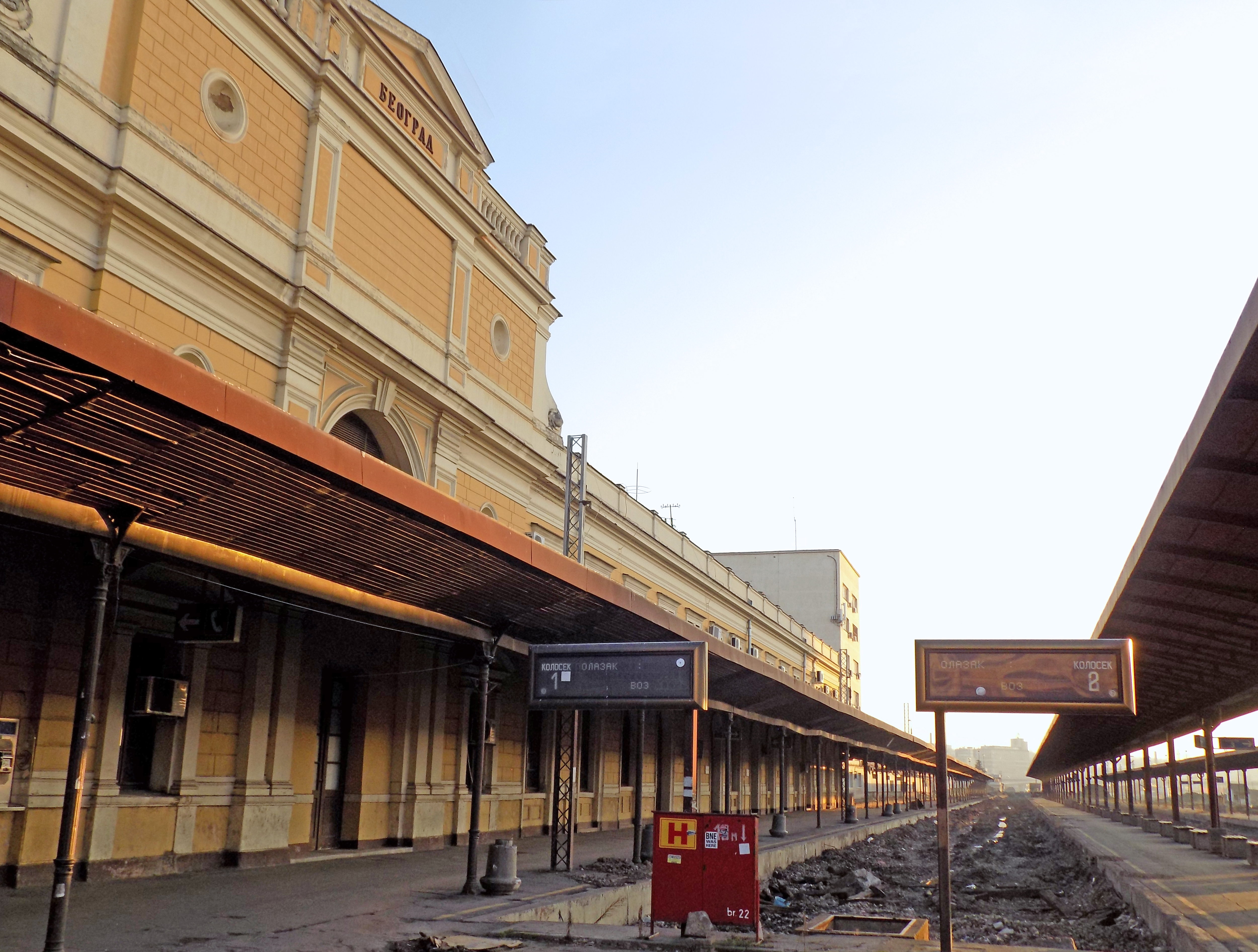
Kasy biletowe po zamknięciu dworca, 2019 r.

W ramach projektu deweloperskiego Belgrad na wodzie (Beograd na vodi) podjęto decyzję o przeniesieniu głównego węzła kolejowego miasta na nową stację Beograd Centar. Ruch pociągów był stopniowo ograniczany, a 1 lipca 2018 roku, po odjeździe ostatniego pociągu do Budapesztu, dworzec został ostatecznie zamknięty.
Po zamknięciu zdecydowano, że zabytkowy budynek zostanie przekształcony w nową siedzibę Muzeum Historycznego Serbii.

## Architektura
Gmach dworca jest jednym z najbardziej monumentalnych budynków XIX-wiecznego Belgradu. Zaprojektowany w duchu akademizmu, w kompozycji architektonicznej dominuje centralny ryzalit w stylu klasycyzmu, zwieńczony trójkątnym tympanonem. Od 1983 roku budynek jest chroniony jako pomnik kultury o dużym znaczeniu.

## Galeria

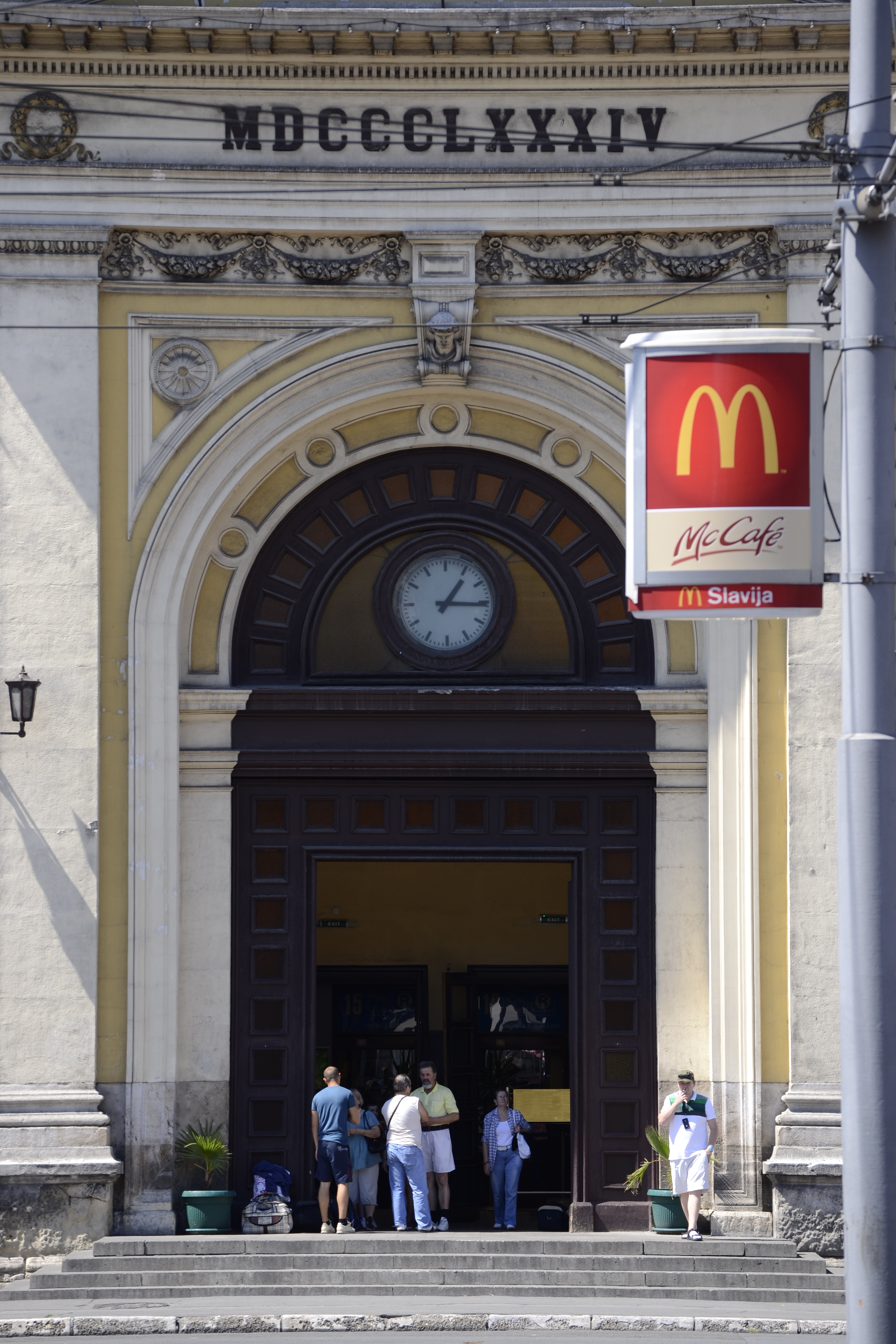
Detale fasady, 2012.
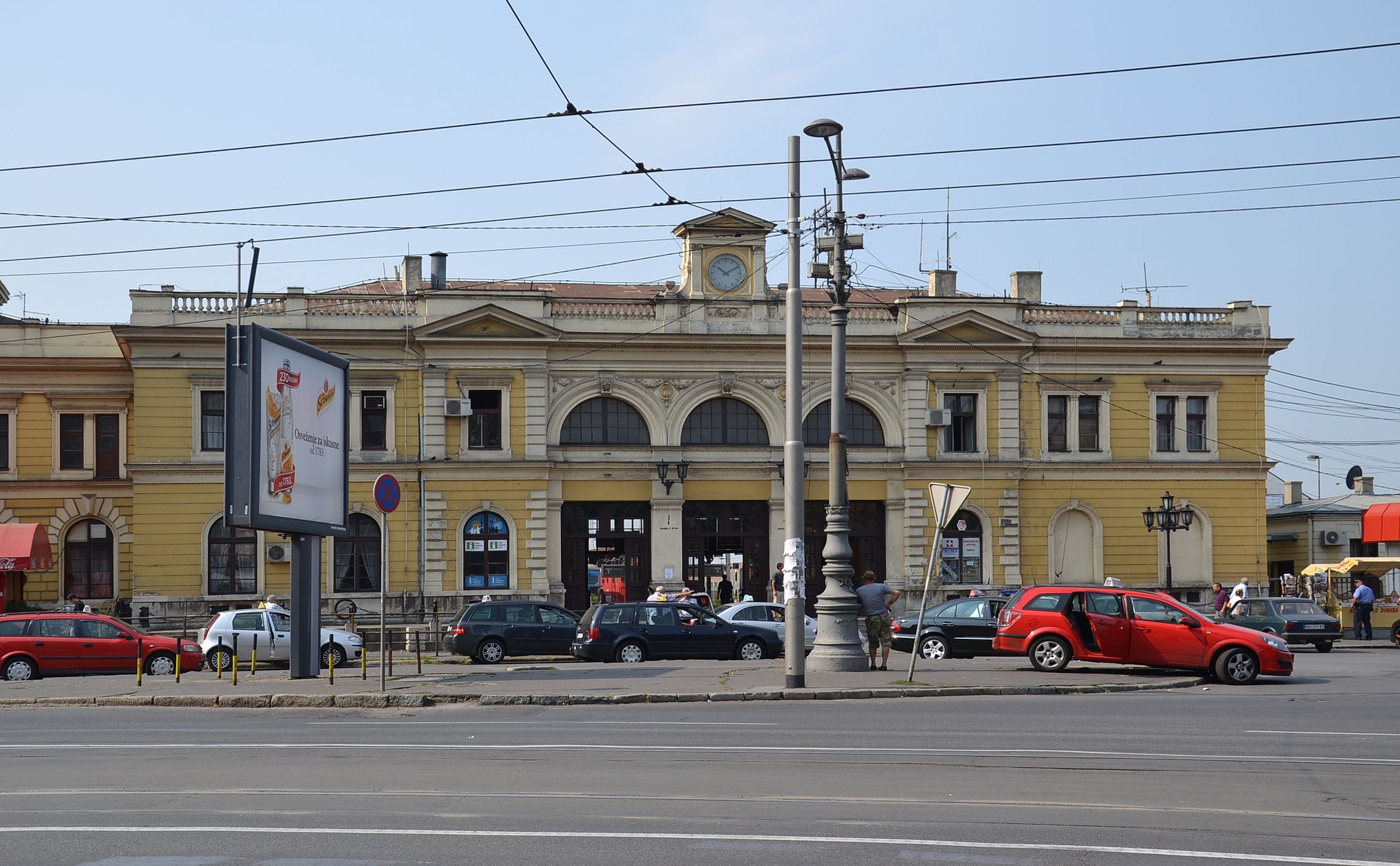
Widok na budynek
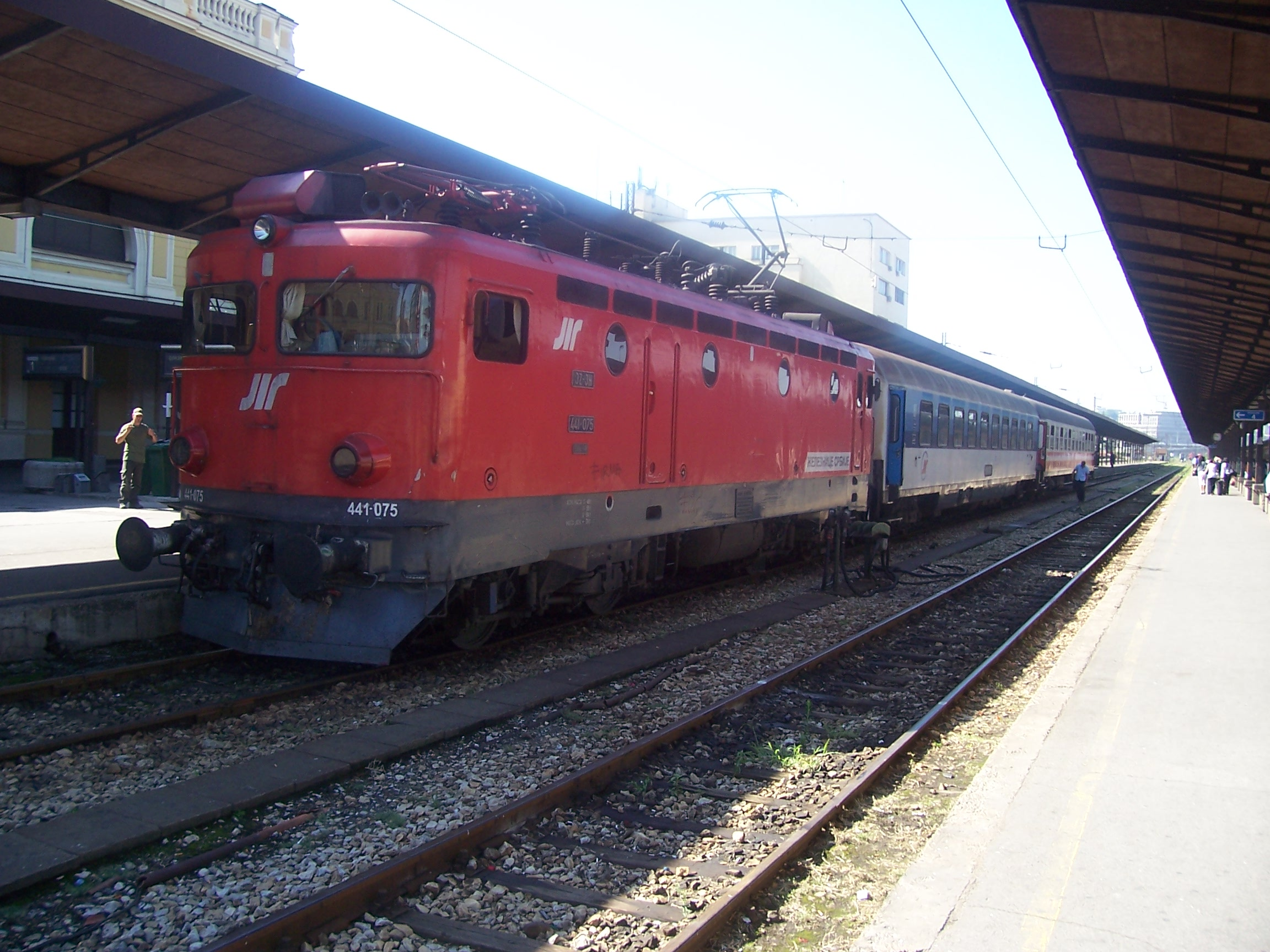
Dworzec w czasie funkcjonowania, 2008.
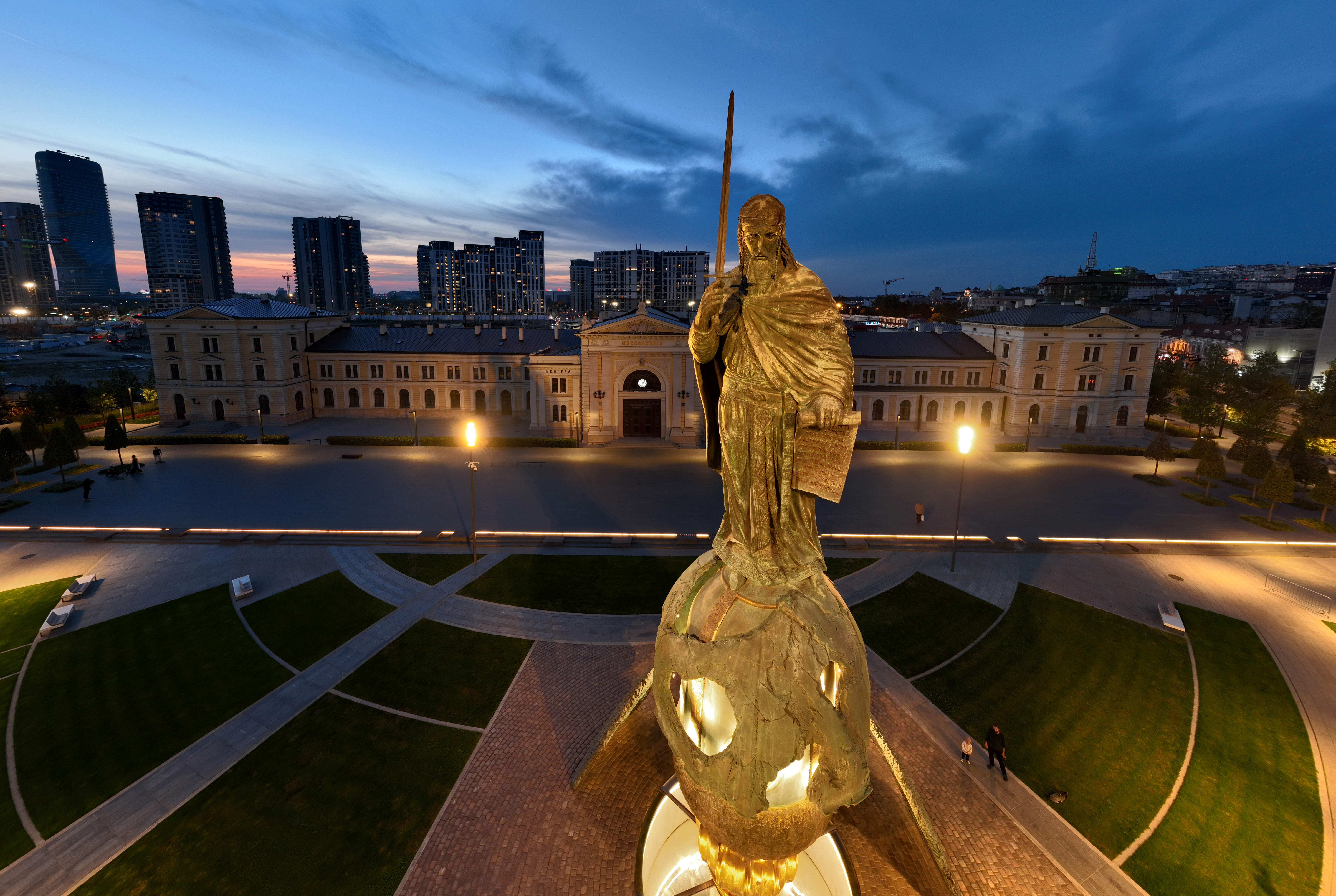
Budynek i pomnik Stefana Nemanji, 2023.
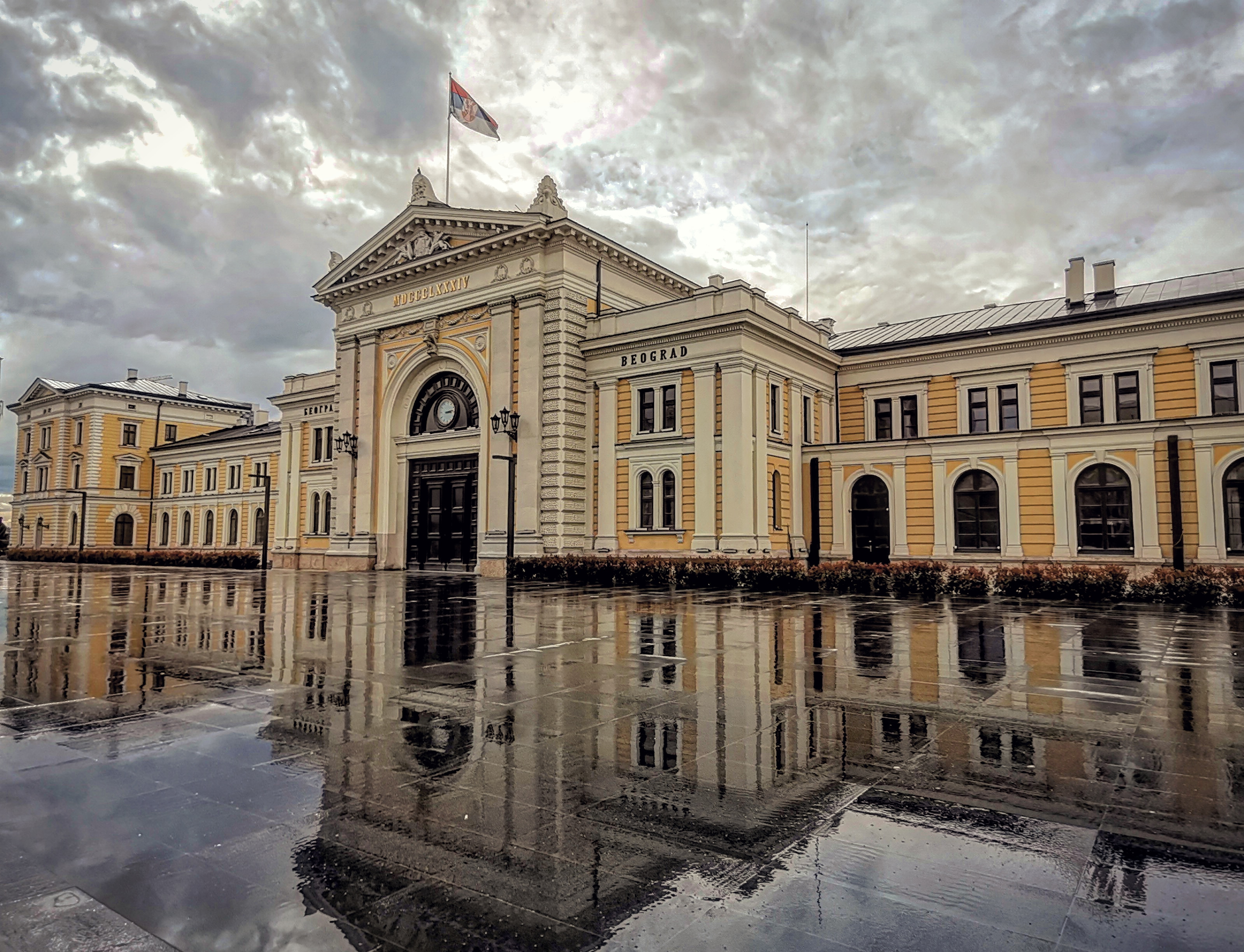
Budynek w trakcie rekonstrukcji, 2024.